# La famiglia Partridge 2200 A.D.
La famiglia Partridge 2200 A.D. (Partridge Family 2200 A.D.) è una serie televisiva animata prodotta da Hanna-Barbera.

## Personaggi
- Shirley Partridge
- Laurie Partridge
- Danny Partridge
- Tracy Partridge
- Chris Partridge
- Keith Partridge
- Reuben Kinkaid

## Episodi
1. Danny, The Invisible Man
2. If This is Texas - It Must Be Doomsday
3. The Incredible Shrinking Keith
4. Cousin Sunspot
5. The Wax Museum
6. The Dog Catcher
7. Cupcake Caper
8. Laurie's Computer Date
9. Movie Madness
10. The Pink Letter
11. Orbit the Genius
12. The Switch
13. My Son, The Spaceball Star
14. Car Trouble
15. The Roobits
16. Let's All Stick Together